# پائولو برناردو
پائولو برناردو (انگلیسی: Paulo Bernardo؛ زادهٔ ۲۴ ژانویهٔ ۲۰۰۲) بازیکن فوتبال است.
وی همچنین در تیم‌های ملی فوتبال زیر ۱۵ سال پرتغال، زیر ۱۶ سال پرتغال، زیر ۱۷ سال پرتغال، زیر ۱۹ سال پرتغال، و زیر ۲۱ سال پرتغال بازی کرده‌است.

## دوران باشگاهی
برنارو محصولی از تیم جوانان بنفیکا است. برناردو در ۲۶ فوریه ۲۰۱۸ اولین قرارداد حرفه‌ای خود را با بنفیکا امضا کرد. او اولین بازی خود را برای تیم دوم بنفیکا در یک بازی سگوندا لیگا مقابل باشگاه فوتبال ویلافرانکوئنسه در ۲ فوریه ۲۰۲۰ با سرمربی‌گری رناتو پایوا انجام داد. پایوا با تمجید از برناردو، وی را به عنوان یکی از «ستاره‌های آینده باشگاه» نامید.
پس از گذراندن ۲۰۲۰–۲۰۲۱ با بنفیکا بی، برناردو در فصل ۲۰۲۱–۲۰۲۲، با عملکردهای مختلف و خوب، باعث شد که به عنوان بهترین هافبک ماه سگوندا لیگا در ماه‌های اکتبر و نوامبر انتخاب شود.در ۲ نوامبر ۲۰۲۲، برناردو اولین بازی خود را برای تیم اصلی از دقیقه ۷۷ در شکست ۵ بر ۲ لیگ قهرمانان اروپا در مرحله گروهی مقابل بایرن مونیخ انجام داد.بعداً در همان هفته، در ۷ نوامبر ۲۰۲۲، او اولین بازی خود را در لیگ برتر فوتبال پرتغال انجام داد. او در دقیقه ۲۳ به جای ژوآو ماریو، که مصدوم شده‌بود، در جریان پیروزی خانگی ۶ بر ۱ مقابل براگا وارد زمین بازی شد.

## دوران ملی
برناردو با تیم ملی فوتبال زیر ۱۷ سال پرتغال، در مسابقات قهرمانی اروپا زیر ۱۷ سال ۲۰۱۹ در ایرلند شرکت کرد و چهار بازی انجام داد و یک گل به ثمر رساند. پرتغال در مرحله یک چهارم نهایی مقابل تیم ملی فوتبال زیر ۱۷ سال ایتالیا شکست خورد.
در ۶ سپتامبر ۲۰۲۱، برناردو اولین بازی ملی خود را برای تیم ملی فوتبال زیر ۲۱ سال پرتغال انجام داد و در دقیقه ۷۳ در جریان پیروزی ۱–۰ مقابل تیم ملی فوتبال زیر ۲۱ سال بلاروس در رقابت‌های مقدماتی قهرمانی اروپا ۲۰۲۳، جایگزین آندره آلمیدا شد.